# Emiliana de Zubeldía
Emiliana de Zubeldía i Inda (Jaitz, Navarra, 6 de desembre de 1888 - Hermosillo, Sonora, Méxic, 26 de maig de 1987) va ser una pianista i compositora navarresa. És coneguda per les seves composicions avantguardistes per a diferents instruments, i en diferents sistemes de música, com ara el Sistema Natural de Música creat per Augusto Novaro.

## Educació musical
Emiliana de Zubeldía va néixer a Jaitz (Navarra). Era filla d'Asunción Inda i León i d'Antonio Zubeldía Elizondo i va tenir dos germans, un dels quals, Martín, va ser frare caputxí, conegut com a Gumersindo de Estella. Quan ella tenia divuit mesos la família va anar a viure a Pamplona, ciutat que ja destacava per les seves activitats musicals i, de ben petita, ja tocava el piano del seu avi. De fet, va fer el seu primer recital als cinc anys, interpretant una peça composta pel seu germà. El 1896 va començar els seus estudis musicals a l'Acadèmia Municipal de Pamplona i l'any 1904 els va continuar al Conservatori de Madrid, on va obtenir el títol el 1906, amb només disset anys. Va ingressar llavors a la Schola Cantorum de París, on va estudiar composició amb Vincent d'Indy i Desirée Pâque, i piano amb Blanche Selva, sense necessitat de fer examen d'admissió.

## Inici de la seva carrera
Va tornar a Pamplona per la mort del seu pare el 1909. Va romandre a Espanya i començà a fer classes de piano a l'Acadèmia Musical Zubeldía i concerts. Cap al 1917 havia ja recorregut gran part dels escenaris de Madrid. El 1919 es va casar amb un químic de Tudela, Joaquín Fuentes Pascual. Un any després va obtenir, per oposició, la plaça d'auxiliar primera de piano a l'Acadèmia Municipal de Música de Pamplona. Tres anys després, Zubeldía es va separar del seu marit i va tornar a París per continuar els seus estudis de composició i piano. Durant aquest temps va compondre algunes peces. També va treballar com a pianista d'assajos en importants òperes de Maurice Ravel i Stravinski. El 1927, la seva mare va morir a causa d'una meningitis i ella va a Pamplona, ciutat a la qual només va tornar en dues ocasions i d'incògnit. El 1928 va viatjar per diferents llocs d'Amèrica, incloent-hi Rio de Janeiro, São Paulo, Montevideo i Buenos Aires; durant aquestes gires, va ser aplaudida i sempre ben rebuda per les societats nacionalistes basques de l'Amèrica Llatina.

## Nova York i Augusto Novaro
El 1930 va marxar a viure a Nova York, on va conèixer persones que van influir en la seva vida, com ara Andrés Segovia i Nicanor Zabaleta, a qui ella va ensenyar a tocar el txistu. Van començar junts les seves carreres com a solistes i van compartir l'emissió de Zubeldía al Radio City Music Hall, on van fer xerrades sobre música espanyola fins a l'estiu de 1934. Però ningú seria tan determinant en la seva carrera com el científic i músic mexicà Augusto Novaro, que es trobava als Estats Units treballant i promocionant els avanços dels seus experiments relacionats amb el Sistema Natural de Música, gràcies a una beca de la Fundació Solomon R. Guggenheim. Quan Zubeldía va conèixer els plantejaments de Novaro en va quedar meravellada, i es va posar a la seva disposició per treballar en aquell projecte. Durant aquells anys a Nova York, Zubeldía es va presentar a diversos auditoris i sales de música, interpretant cançons basques i composicions adequades als nous instruments creats per Novaro. També va conèixer a qui seria una de les seves amistats més properes, la pianista Esperanza Pulido, que també va ser alumna i col·laboradora de Novaro. El 1933 va visitar Mèxic per primera vegada, acompanyant Novaro durant la presentació dels seus avanços científics. S'estaria quatre anys més a Nova York i, el 1937 va marxar a viure a la Ciutat de Mèxic, seguint el seu mestre. Allà va viure durant 10 anys.

### Ciutat de Mèxic
Durant l'estada a Ciutat de Mèxic va compondre i interpretar cançons amb els instruments de Novaro. El 1939 va sofrir un accident d'automòbil a bord d'un taxi i es va lesionar els nervis del braç dret, la qual cosa va afectar la seva carrera de manera definitiva: la seva interpretació com a pianista es va veure força limitada, per la qual cosa l'activitat com a compositora i mestra va augmentar. Així van passar diversos anys, entre els recitals que Augusto Novaro organitzava a casa seva per presentar els seus avanços i les composicions de Zubeldía, i les seves presentacions dins i fora del país. Va adoptar la ciutadania mexicana el 1942, i el 1947 li va arribar una invitació de la Universidad de Sonora perquè es fes càrrec de la seva escola de música.

## Hermosillo i la Universitat de Sonora
La Universitat de Sonora, a Hermosillo (Mèxic), acabada de fundar, buscava un mestre de música de gran qualitat per dirigir l'escola de música. Zubeldía hi va arribar a la tardor de 1947 i va començar a treballar immediatament al capdavant del cor universitari. També va treballar com a professora de solfeig, història de la música i piano, no només d'alumnes universitaris, ja que la Universitat de Sonora també tenia una escola secundària, una de preparatòria i una escola normal (escola de formació per a mestres). Les seves primeres alumnes de classes particulars de piano van ser Consuelo Soria Larrea, Chepina Soria Larrea i Aurora Espinoza. A la Universitat de Sonora va coincidir amb una altra navarresa: Karle Garmendia, pintora que era professora de l'Acadèmia d'Arts Plàstiques d'aquella universitat i que havia estat fundada pel marit de la pintora, Higinio Trigo.

### Dècada de 1950
L'impacte dels sistemes d'ensenyament d'Emiliana de Zubeldía en la cultura musical de Sonora va anar més enllà de les aules. Es va dedicar a impartir conferències sobre història de la música, començant el 1950, amb una sèrie de deu conferències.
La dècada de 1950 va ser de gran activitat cultural a la zona a causa de la presència de Zubeldía. També es va dedicar a convidar músics per presentar-se a la ciutat d'Hermosillo, organitzant temporades de concerts juntament amb organitzacions civils com ara el Patronat Protector. D'igual manera, Zubeldía continuava anant a la Ciutat de Mèxic, ja que seguia tenint vigència com a artista d'avantguarda, a interpretar peces musicals sota la teoria del Sistema Natural de Música. Durant aquesta dècada, estrenaria la que pot ser la seva composició més important, la Simfonia Elegíaca, dedicada a la seva germana Eladia, morta el 1939. L'estrena va tenir lloc l'agost de 1957, interpretada per l'Orquestra Simfònica de la UNAM sota la direcció del mestre José Vázquez. Amb aquesta peça, Zubeldía va guanyar el Premi Nacional de Composició de Mèxic.
Una de les primeres alumnes prodigi de Zubeldía, la nena Angélica Méndez Ramos, va fer una gira reeixida pel país el 1957; va arribar a tocar per a la primera dama a la Sala Molière en un esdeveniment de l'Associació Musical de l'Institut Francès d'Amèrica Llatina i les Aliances Franceses de Mèxic, a la Ciutat de Mèxic. Després d'aquestes presentacions, Angélica va rebre una beca de la Sala Chopin del Conservatori Nacional de Mèxic per estudiar piano a la ciutat europea de Viena.

### Dècada de 1960
L'11 de setembre de 1960 va morir el mestre Augusto Novaro. Zubeldía va continuar la seva tasca d'ensenyament i promoció de la cultura musical durant aquests anys, destacant la seva labor com a directora de cors. Va formar grups corals en tots els cursos, des de nivells de secundària fins a universitaris, realitzant dinàmiques d'avaluació en les quals s'enfrontaven els cors, els uns amb els altres, al final del curs. Anys més tard, els grups de secundària i l'Escola Normal es van separar de la Universitat de Sonora, la qual cosa va motivar Zubeldía a formar un Cor Universitari que acolliria totes aquelles persones interessades a seguir formant part d'aquesta agrupació. Així es va formar el Cor de la Universitat de Sonora, que segueix funcionant actualment, i que seria el fonament per a la formació de les llicenciatures en art de la Universitat de Sonora a principis de la dècada de 1990.
Durant aquella dècada, el Cor Universitari va capitalitzar grans assoliments, com la seva presentació durant les Olimpíades de Mèxic 1968 en el Palau de Belles Arts; van interpretar la Misa de Asunción de Emiliana de Zubeldía, las Cantigas de Santa María d'Alfons X el Savi, la Pastourelle de Marcabru, el Villancico tradicional de Gevaert, l'Ave María de Jacob Arcadelt, el Primo Vostro Sguardo de Luca Marenzio, Ad una Fresca Riva i Amor e Ritornato de Luca Marenzio, Komm, süßer Tod (Vine Mort) de Johann Sebastian Bach, Marchita Alma de Manual M. Ponce, Canción Seri d'Emiliana de Zubeldía, entre d'altres. Durant aquests anys, l'activitat de promoció cultural de Zubeldía es va estendre a publicacions en periòdics i aparicions en ràdio i televisió, tenint gran impacte en la cultura musical de la ciutat de Sonora.

### Década de 1970
El Cor Universitari va seguir molt actiu durant aquesta dècada, malgrat que Zubeldía començava a tenir problemes de salut. El reconeixement a la mestra de Zubeldía era clar; el 1971 la revista musical Heterofonía convocava un concurs nacional per a pianistes, en el qual calia interpretar els Estudis 2, 4 i 5 compostos per ella. El 1971 i 1972 el cor es va presentar en un programa de la televisió universitària anomenat «Presència de Belles arts». El 20 de juliol de 1972 Zubeldía va presentar el Cor Universitari en la Ciutat de Mèxic, a l'aula magna «Massersmith» de l'Institut Mexicà-Nord-Americà de Cultura, interpretant dues cançons sacres compostes per ella mateixa i dues obres més que va adaptar de versos de Ramón López Velarde. Aquesta gira es va estendre a Villahermosa, Zacatecas, Monterrey i Guadalajara. El 1977 Zubeldía presentaria el seu cor en el noticiari amb més audiència a Llatinoamèrica, el programa 24 hores, així com en un altre programa, Sábados con Saldaña, del Canal 13. Aquesta gira va estar patrocinada per l'Associació Manuel M. Ponce.

### Dècada de 1980
Durant aquesta dècada es destaquen les presentacions d'un altre dels alumnes prodigi de Zubeldía, Pedro Vega Granillo. Aquest pianista va tocar en diversos fòrums importants, com ara la sala Manuel M. Ponce on, el 1982, va interpretar obres compostes per la seva mestra sota el Sistema Natural de Música. Un altre alumne destacat de la mestra, David Camalich, la va ajudar a dirigir el Cor Universitari durant els últims anys, quan ella no podia estar-hi present per motius de salut. Camalich va ser qui va quedar al capdavant del cor després de la mort de Zubeldía. Aquells anys es van caracteritzar per una sèrie d'homenatges i reconeixements a la mestra per part del govern d'Espanya, així com homenatges locals, com el recital d'una ex alumna, Angélica Méndez Ballesteros, la qual era mestra de piano en un conservatori musical d'Àustria.
Després de diverses complicacions de salut, Emiliana de Zubeldía deixaria l'Hotel San Alberto, la seva llar per més de trenta anys, per ingressar a l'Hospital General de l'Estat de Sonora, on va morir el 26 de maig de 1987.
A la ciutat de Pamplona se li ha dedicat un carrer.

## Obres
Emiliana de Zubeldía va compondre 42 obres per a piano, 32 per a veu i piano, 7 per a conjunts de cambra, 19 per a cor -entre les quals un gran nombre d'harmonitzacions de cançons basques-, i també per a guitarra, arpa, missa i orquestra, a més d'arranjaments de temes d'altres autors.
Algunes obres destacades:
- Misa de la Asunción, estrenada el 1968.
- Simfonia Elegíaca, registrada el 1948.
- Capricho vasco, per a guitarra, dedicada a Luis de la Maza, Montevideo, abril de 1929.
- Paisaje vasco, per a guitarra, allegro, dedicada a Andrés Segovia. Probablement composta a Nova York el 1934.
- Landscape from the Pyrenees, per a arpa, dedicada a Nicanor Zabaleta.